# Оуэн, Клайв
Клайв О́уэн (англ. Clive Owen; род. 3 октября 1964[…], Ковентри, Уэст-Мидлендс) — британский актёр театра, кино и телевидения, получивший признание после выхода в Великобритании телесериала «Законник». Номинант на премию «Оскар», обладатель премий BAFTA и «Золотой глобус» за фильм «Близость».

## Ранние годы
Клайв Оуэн родился 3 октября 1964 года в городе Ковентри, Великобритания в семье Памелы (урожд. Коттон) и Джесса Оуэна, кантри-певца. Отец ушёл из семьи, когда ему было три года. Клайва и его четырёх братьев вырастили мать и отчим, кассир на местной железнодорожной станции. С 13 лет Клайв играл в молодёжном театре, а в 1984 году, прожив два года после окончания школы на пособие по безработице, поступил в Королевскую академию драматического искусства, где его сокурсниками были Рэйф Файнс и Джейн Хоррокс.
Обучение продлилось три года, и после выпуска в 1987 году молодого актёра приняли в труппу Лондонского театра Янг-Вик. Там он появился в двух Шекспировских постановках, сыграв Клаудио в «Мере за меру» и Ромео в «Ромео и Джульетте».

## Карьера

### Телевидение
В том же 1987 году Оуэн дебютировал на телевидении, получив небольшую роль в детективном сериале «Малыши Роклиффа», а в следующем году — в кино. Его кинодебютом стала лента «Гул мотора», история о двух парнях, отправившихся в компании красотки-вдовы в автомобильное путешествие.
На протяжении нескольких лет актёр много и продуктивно работал на телевидении, снимаясь в фильмах и сериалах. Первое ощутимое признание ему принесла телевизионная костюмная мелодрама 1990 года под названием «Лорна Дун» (экранизация одноимённого романа Ричарда Блэкмора), где Оуэн исполнил роль Джона Ридда, возлюбленного Лорны. Сериал «Ченсер», в трёх эпизодах которого актёр появился в 1991 году, тоже был хорошо принят зрителями.
Далее в 1991 году Оуэн снялся в драме «Закрой мои глаза». Центральным сюжетом этого фильма была кровосмесительная связь, в которую вступили Ричард (персонаж Оуэна) и Натали — разлучённые в детстве брат и сестра, встретившиеся снова спустя много лет. Отношение критиков к картине было неоднозначным. Несмотря на ряд кинонаград, которые, впрочем, получил лишь Алан Рикман (по фильму — муж Натали), фильм собрал отрицательные отзывы в прессе. Оуэн болезненно воспринял первую неудачу и на два года ушёл из кино. В этот период он время от времени играл в театре.

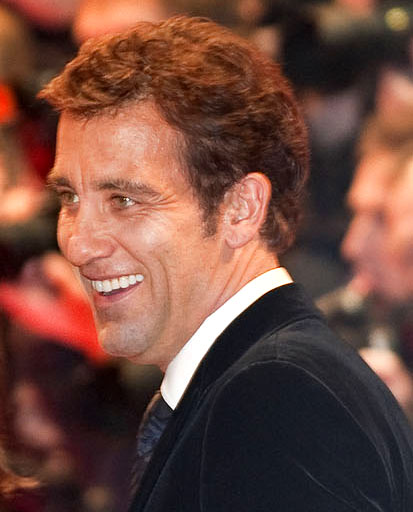
Клайв Оуэн на Берлинском кинофестивале в 2009 году

Оуэн вернулся к работе в 1993 году, снявшись в двух телефильмах — американском «Класс 1961 года» и британском «Маг» о конфронтации между Скотланд-Ярдом и IRA — и в драме «Столетие», где исполнил роль молодого врача-идеалиста, обнаружившего, что его наставник в исследовательском центре является приверженцем евгеники и стерилизует бедняков и неполноценных. 1994 год оказался довольно насыщенным для актёра. Он появился в четырёх телефильмах — драме «Ничьи дети», комедии «Вечер с Гэри Линкером», триллере «Оружие судного дня» и драме по роману Томаса Харди «Возвращение к истокам», где в паре с ним играла Кэтрин Зета-Джонс. Также в этом году он снялся в роли частного детектива Ника Шармана в пилотном эпизоде сериала «Шарман», а затем и в его единственном сезоне, выпущенном на телеэкраны в 1996 году.
В 1995 году последовала главная роль в телефильме «Блюз плохого парня», затем в 1996 году Оуэн стал прототипом для разработки внешности главного героя видеоигры Privateer 2, а также в паре с Хэлли Берри снялся в посредственном триллере «Жена богача».

### Первые успешные работы в кино
В 1997 году актёр был занят в достаточно провокационном проекте — драме «Склонность», которая была удостоена награды Каннского кинофестиваля. В этой экранизации нашумевшего спектакля Оуэн исполнил главную роль Макса, узника концлагеря Дахау, который поначалу отказывается признать свою гомосексуальность и взамен розового треугольника, которым помечали гомосексуалистов, надевает жёлтую звезду — знак евреев, а затем влюбляется в Хорста, другого заключённого. В театре роль Макса исполняли Ричард Гир (в Америке на Бродвее) и Иэн Маккеллен (в Великобритании). Игра Оуэна была высоко оценена критиками, которые сочли, что он блестяще справился с ролью. В том же году он вернулся в театр и принял участие в драме о любви и измене под названием «Близость», которая через семь лет была экранизирована.
Следующая картина актёра, криминальная драма 1998 года «Крупье», несмотря на небольшие сборы получила достаточно положительную прессу — критики писали, что фильм держится преимущественно на игре Оуэна. Кроме того в этом году он появился в телефильме «Эхо», сыграв репортёра, расследующего таинственное убийство. В 1999—2000 годах Оуэн был занят преимущественно на телевидении, успешно сыграв главную роль ослепшего детектива Росса Таннера в четырёх сериях телефильма «Ясновидение».
Далее последовала серия короткометражек под общим названием «BMW», заказанная BMW в рекламных целях у нескольких именитых кинорежиссёров — Энга Ли, Тони Скотта, Гая Ричи, Вонга Карвая и др. Во всех сериях франшизы Оуэн исполнил главную роль таинственного водителя. Также актёр появился в двух громких картинах — социальной драме Роберта Олтмена «Госфорд-парк» и шпионском боевике «Идентификация Борна», где сыграл обаятельного отрицательного персонажа — снайпера по прозвищу Профессор.

### Признание
В 2003 году популярность Оуэна начала расти, равно как и масштаб его фильмов. Сначала он снялся в криминальном триллере «Засну, когда умру» (эта лента вошла в конкурсную программу ММКФ, а партнёрами актёра выступили Шарлотта Рэмплинг, Малкольм Макдауэлл и Джонатан Рис-Майерс). В этом фильме Оуэн исполнил роль бывшего гангстера Уилла Грэма, вынужденного взяться за расследование обстоятельств гибели его младшего брата. Затем последовала мелодрама «За гранью». Эта картина не снискала резонанса у публики и критиков — партнёрша актёра Анджелина Джоли даже получила номинацию на антипремию «Золотая малина» как худшая актриса — однако проекты следующего года превратили Оуэна в звезду, вознаградив за долгую дорогу к успеху.
Первым фильмом 2004 года для актёра стала монументальная историческая драма «Король Артур» с бюджетом в 90 млн долларов, в котором Оуэну была отведена главная роль героя рыцарских романов — легендарного короля Артура. Несмотря на насмешки критиков, которые нашли в картине множество недостатков — от неудачного подбора актёров до плохо срежиссированных батальных сцен — фильму сопутствовал успех у публики, а сборы в мировом прокате превысили 200 млн долларов.

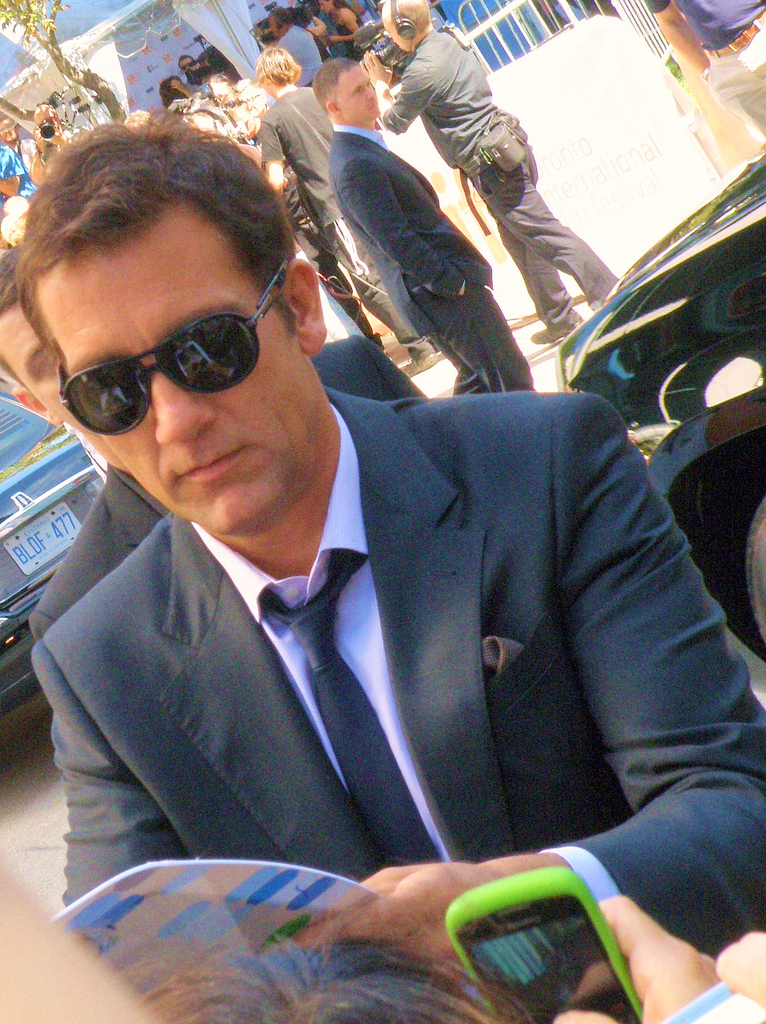
Оуэн на кинофестивале в Торонто, 2011 год

Однако следующая картина с участием Оуэна была воспринята критиками более чем благосклонно. Это была драма «Близость», экранизация пьесы, в которой актёр играл в 1997 году, со звёздным составом — помимо Оуэна в фильме снялись Джулия Робертс, Натали Портман и Джуд Лоу. Роль дерматолога Ларри, которого бросает его спутница Анна ради писателя-неудачника Дэна (именно его Оуэн играл в театре), принесла актёру номинацию на «Оскар» и такие престижные кинопремии как BAFTA и «Золотой глобус». Критики же сочли, что роль Ларри — лучшая из всех работ Оуэна.
Не менее эффектным было появление Оуэна в блестяще стилизованном под комикс фильме Роберта Родригеса «Город грехов», где помимо него приняли участие Брюс Уиллис, Микки Рурк, Бенисио Дель Торо, Джессика Альба и другие известные актёры. Далее в 2005 году Оуэн снялся в паре с Дженнифер Энистон в триллере «Цена измены» — по мнению критиков, эта картина, несмотря на хорошую игру актёров, грешила невнятной режиссурой и провалами в сценарии.
В дальнейшем ходили слухи, что Оуэн будет возможным преемником Пирса Броснана в роли Джеймса Бонда, однако сам актёр это отрицал. Опрос в Великобритании в октябре 2005 года показал, что Клайва считали единственной кандидатурой для съёмок в новом фильме о Джеймсе Бонде. Однако в том же месяце было объявлено, что Бонда будет играть актёр Дэниел Крейг.
В 2006 году Оуэн снялся в трёх лентах — во второстепенной роли агента 006 в фильме «Розовая пантера», совместно с Дензелом Вашингтоном и Джоди Фостер в криминальном триллере Спайка Ли «Не пойман — не вор» и в философско-фантастическом фильме Альфонсо Куарона «Дитя человеческое». События этого фильма, вошедшего в конкурсную программу Венецианского кинофестиваля, были перенесёны в не столь отдалённое будущее, когда массовое бесплодие поразило человечество. Оуэн сыграл главную роль Теодора Фарона, бывшего активиста движения за возрождение, волею случая вынужденного сопровождать единственную на планете беременную женщину в безопасное место. Исполнительское мастерство Оуэна получило высокую оценку критиков, которые вновь назвали роль Фарона его лучшим воплощением на экране. Также примечателен тот факт, что Оуэн работал над сценарием этого фильма, но в титрах он не был указан.
В 2007 году выходит фильм «Пристрели их», где Оуэн в роли главного героя спасает от смерти младенца. Также в этом фильме хорошее мастерство показали Моника Беллуччи и Пол Джаматти. В 2009 году в прокат вышел триллер «Интернэшнл», который Клайв описал как «параноидальный политический триллер». В этом же году вышел приключенческий экшн «Ничего личного», партнёршами актёра в фильмах стали, соответственно, Наоми Уоттс и Джулия Робертс.
В 2012 году Оуэн снялся в телефильме «Хемингуэй и Геллхорн», где сыграл знаменитого писателя, а роль Геллхорн исполнила Николь Кидман. За убедительное перевоплощение в Эрнеста Хемингуэя, Оуэн был номинирован на премии «Эмми» и «Золотой глобус».
Одной из новых работ Оуэна стал кинофильм «Валериан и город тысячи планет», где актёр сыграл роль командора Аруна Филитта. Выход фильма состоялся в 2017 году.

## Личная жизнь
В труппе лондонского театра Young Vic между Оуэном и его партнёршей Сарой-Джейн Фентон начался роман. В марте 1995 года они поженились. У супругов две дочери — Ханна и Ева.
Является поклонником инди-рок группы Hard-Fi: Оуэн присутствовал на их концертах в 2006 и 2007 годах. Кроме того, является болельщиком футбольного клуба «Ливерпуль».

## Фильмография
| Год       |    | Русское название                             | Оригинальное название                       | Роль                      |
| --------- | -- | -------------------------------------------- | ------------------------------------------- | ------------------------- |
| 1988      | ф  | Гул мотора                                   | Vroom                                       | Джейк                     |
| 1988      | с  | Бун                                          | Boon                                        | Жофф                      |
| 1989      | тф | Драгоценный Бейн                             | Precious Bane                               | Гидеон Сэрн               |
| 1990—1991 | с  | Законник                                     | Chancer                                     | Стефан Крейн/Дерек Лав    |
| 1990      | тф | Лорна Дун                                    | Lorna Doone                                 | Джон Ридд                 |
| 1991      | ф  | Закрой мои глаза                             | Close My Eyes                               | Ричард                    |
| 1993      | тф | Выпуск 61-го года                            | Class of '61                                | Девид О’Нил               |
| 1993      | ф  | Столетие                                     | Century                                     | Пол Рейснер               |
| 1993      | тф | Волшебник                                    | The Magician                                | детектив Джордж Бирн      |
| 1994      | тф | Возвращение домой                            | The Return of the Native                    | Деймон Вайлдив            |
| 1994      | тф | Оружие страшного суда                        | Doomsday Gun                                | Дав                       |
| 1994      | тф | Вечер с Гэри Линкером                        | An Evening with Gary Lineker                | Билл                      |
| 1994      | тф | Бездомные дети                               | Nobody's Children                           | Брату                     |
| 1994      | ф  | Счастливый поворот                           | The Turnaround                              | Ник Шарман                |
| 1995      | тф | Блюз плохого парня                           | Bad Boy Blues                               | Пол                       |
| 1996      | ки |                                              | Wing Commander: Privateer 2                 | Сэр Лев Эрис              |
| 1996      | ф  | Жена богача                                  | The Rich Man’s Wife                         | Джейк Голден              |
| 1996      | с  | Шарман                                       | Sharman                                     | Ник Шарман                |
| 1997      | ф  | Крупье                                       | Джек Манфред                                |                           |
| 1997      | ф  | Склонность                                   | Bent                                        | Макс                      |
| 1998      | с  | Эхо                                          | The Echo                                    | Майкл Дикон               |
| 1999      | тф | Доля секунды                                 | Split Second                                | Майкл Андерсон            |
| 1999      | с  | Пророчество                                  | Second Sight                                | Росс Таннер               |
| 1995      | тф | Блюз плохого парня                           | Bad Boy Blues                               | Пол                       |
| 2000      | ф  | Зелёные пальцы                               | Greenfingers                                | Коллин Бриггс             |
| 2001      | ф  | ВMW                                          | The Hire                                    | Водитель                  |
| 2001      | ф  | Госфорд-парк                                 | Gosford Park                                | Роберт Паркс              |
| 2002      | ф  | Идентификация Борна                          | The Bourne Identity                         | снайпер Профессор         |
| 2002      | ф  | Сделка с дьяволом                            | Beat the Devil                              | Джеймс Браун              |
| 2003      | ф  | За гранью                                    | Beyond Borders                              | Ник Каллахан              |
| 2003      | ф  | Засну, когда умру                            | I'll Sleep When I'm Dead                    | Уилл Грехэм               |
| 2004      | ф  | Король Артур                                 | King Arthur                                 | Король Артур              |
| 2004      | ф  | Близость                                     | Closer                                      | Ларри                     |
| 2005      | ф  | Город грехов                                 | Sin Sity                                    | Дуайт Маккарти            |
| 2005      | ф  | Цена измены                                  | Derailed                                    | Чарльз Шайн               |
| 2006      | ф  | Розовая пантера                              | The Pink Panther                            | Найджел Босвелл\Агент 006 |
| 2006      | ф  | Не пойман — не вор                           | Inside Man                                  | Далтон Рассел             |
| 2006      | ф  | Дитя человеческое                            | Children of Men                             | Теодор Фэрон              |
| 2007      | ф  | Пристрели их                                 | Shoot 'Em Up                                | Мистер Смит               |
| 2007      | ф  | Золотой век                                  | The Golden Age                              | Сэр Уолтер Рэйли          |
| 2009      | ф  | Мальчики возвращаются в город                | The Boys Are Back in Town                   | Джо Варр                  |
| 2009      | ф  | Ничего личного                               | Duplicity                                   | Рэй Коваль                |
| 2009      | ф  | Интернэшнл                                   | The International                           | Луис Сэлинджер            |
| 2010      | ф  | Доверие                                      | Trust                                       | Уилл Кэмерон              |
| 2011      | ф  | Пожиратели                                   | Intruders                                   | Джон Фэрроу               |
| 2011      | ф  | Профессионал                                 | The Killer Elite                            | Спайк                     |
| 2012      | ф  | Тайный игрок                                 | Shadow Dancer                               | Мак                       |
| 2012      | тф | Хемингуэй и Геллхорн                         | Hemingway & Gellhorn                        | Эрнест Хемингуэй          |
| 2013      | ф  | Кровные узы                                  | Blood Ties                                  | Крис Пижински             |
| 2014—2015 | с  | Больница Никербокер                          | The Knick                                   | доктор Джон Тэккери       |
| 2014      | ф  | Любовь в словах и картинках                  | Words and Pictures                          | Джек Маркус               |
| 2015      | ф  | Последние рыцари                             | The Last Knights                            | Рейден                    |
| 2016      | тф | Подтверждение                                | The Confirmation                            | Уолт                      |
| 2016      | тф | BMW «Побег»                                  | The Escape                                  | водитель                  |
| 2017      | ф  | Валериан и город тысячи планет               | Valérian and the City of a Thousand Planets | командор Арун Филитт      |
| 2017      | ф  | Анон                                         | Anon                                        | Сэл Фрилэнд               |
| 2017      | ф  | Андорра                                      | Andorra                                     | мистер Дент               |
| 2018      | ф  | Офелия                                       | Ophelia                                     | Клавдий                   |
| 2019      | ф  | Информатор                                   | The Informer                                | Монтгомери                |
| 2019      | ф  | Песня имён                                   | The Song of Names                           | Довидл                    |
| 2019      | ф  | Гемини                                       | Gemini Man                                  | Клэй Веррис               |
| 2021      | с  | Импичмент: Американская история преступлений | Impeachment: American Crime Story           | Билл Клинтон              |
| 2023      | с  | Убийство на краю света                       | A Murder at the End of the World            | Энди Ронсон               |
| 2024      | с  | Месье Спейд                                  | Monsieur Spade                              | Сэм Спейд                 |
| 2025      | ф  | Клинер                                       | Cleaner                                     | Маркус                    |

## Награды и номинации
Перечислены основные награды и номинации. Полный список см. на IMDb.com Архивная копия от 16 ноября 2006 на Wayback Machine
| Премия                              | Год  | Фильм/Сериал           | Категория                                           | Результат |
| ----------------------------------- | ---- | ---------------------- | --------------------------------------------------- | --------- |
| «Оскар»                             | 2005 | «Близость»             | Лучшая мужская роль второго плана                   | Номинация |
| «Золотой глобус»                    | 2005 | «Близость»             | Лучшая мужская роль второго плана                   | Победа    |
| «Золотой глобус»                    | 2013 | «Хемингуэй и Геллхорн» | Лучшая мужская роль — мини-сериал или телефильм     | Номинация |
| «Золотой глобус»                    | 2015 | «Больница Никербокер»  | Лучшая мужская роль в телевизионном сериале — драма | Номинация |
| BAFTA                               | 2005 | «Близость»             | Лучшая мужская роль второго плана                   | Победа    |
| «Эмми»                              | 2012 | «Хемингуэй и Геллхорн» | Лучшая мужская роль в мини-сериале или телефильме   | Номинация |
| «Выбор критиков»                    | 2002 | «Госфорд-парк»         | Лучший актёрский состав                             | Победа    |
| «Выбор критиков»                    | 2005 | «Близость»             | Лучшая мужская роль второго плана                   | Номинация |
| «Выбор критиков»                    | 2005 | «Близость»             | Лучший актёрский состав                             | Номинация |
| «Выбор критиков»                    | 2006 | «Город грехов»         | Лучший актёрский состав                             | Номинация |
| «Выбор критиков»                    | 2016 | «Больница Никербокер»  | Лучшая мужская роль в драматическом сериале         | Номинация |
| «Сатурн»                            | 2007 | «Дитя человеческое»    | Лучшая мужская роль                                 | Номинация |
| «Спутник»                           | 2002 | «Госфорд-парк»         | Лучший актёрский состав                             | Победа    |
| «Спутник»                           | 2005 | «Близость»             | Лучшая мужская роль второго плана — драма           | Номинация |
| «Спутник»                           | 2007 | «Пристрели их»         | Лучшая мужская роль — комедия или мюзикл            | Номинация |
| «Спутник»                           | 2012 | «Хемингуэй и Геллхорн» | Лучшая мужская роль — мини-сериал или телефильм     | Номинация |
| «Спутник»                           | 2015 | «Больница Никербокер»  | Лучшая мужская роль в телевизионном сериале — драма | Победа    |
| «Спутник»                           | 2015 | «Больница Никербокер»  | Лучший актёрский состав в телесериале               | Победа    |
| Национальный совет кинокритиков США | 2004 | «Близость»             | Лучший актёрский состав                             | Победа    |
| Премия Гильдии киноактёров США      | 2002 | «Госфорд-парк»         | Лучший актёрский состав                             | Победа    |
| Премия Гильдии киноактёров США      | 2013 | «Хемингуэй и Геллхорн» | Лучшая мужская роль в мини-сериале или телефильме   | Номинация |